# Hatfield (Herefordshire)
Ne doit pas être confondu avec Hatfield (Hertfordshire).
Hatfield est un village d'Angleterre dans le Herefordshire.

## Géographie
Il est situé à environ 10 km de Herford, près de la rive droite de la Lea.

## Histoire
Le château de Hatfield, construit par Cecil Burghley et où Charles Ier fut prisonnier, était le lieu de résidence d'Elisabeth Ire avant son règne.